# Polarización de grupo
En psicología social, la polarización de grupo se refiere a la tendencia de un grupo a tomar decisiones que son más extremas que la inclinación inicial de sus miembros. Estas decisiones más extremas son hacia un mayor riesgo si las tendencias iniciales de los individuos son arriesgadas y hacia una mayor precaución si las tendencias iniciales de los individuos del grupo son cautelosas. El fenómeno también sostiene que la actitud de un grupo hacia una situación puede cambiar en el sentido de que las actitudes iniciales de los individuos se pueden fortalecer e intensificar después de la discusión grupal, un fenómeno conocido como polarización de actitud.

## Visión general
La polarización de grupo es un fenómeno importante en la psicología social y es observable en muchos contextos sociales. Por ejemplo, un grupo de mujeres que tienen puntos de vista moderadamente feministas tienden a demostrar creencias pro feministas más intensas después de una discusión grupal. Del mismo modo, los estudios han demostrado que después de deliberar juntos, los miembros simulados del jurado a menudo deciden sobre indemnizaciones por daños punitivos mayores o menores que la cantidad que cualquier miembro del jurado había favorecido antes de la deliberación.  Los estudios indican que cuando los miembros del jurado estaban a favor de un premio relativamente bajo, la discusión conduciría a un resultado aún más indulgente, mientras que si el jurado se inclinaba a imponer una pena severa, la discusión la haría aún más dura.
Además, en los últimos años, Internet y las redes sociales en línea también han presentado oportunidades para observar la polarización grupal y recopilar nuevas investigaciones. Los psicólogos han descubierto que los medios de comunicación social como Facebook y Twitter demuestran que la polarización de grupo puede ocurrir incluso cuando un grupo no está físicamente unido. Mientras el grupo de individuos comience con la misma opinión fundamental sobre un tema y se mantenga un diálogo constante, puede ocurrir una polarización de grupo.
La investigación ha sugerido que los grupos bien establecidos sufren menos de polarización, al igual que los grupos que discuten problemas que conocen bien. Sin embargo, en situaciones en las que los grupos son nuevos o las tareas son nuevas, la polarización de grupo puede tener una influencia más profunda en la toma de decisiones.

## Polarización de la actitud
La polarización de la actitud, también conocida como efecto de polarización de la creencia (o solo polarización), es un fenómeno en el que un desacuerdo se vuelve más extremo a medida que las diferentes partes consideran las evidencias sobre el tema. Es uno de los efectos del sesgo de confirmación: la tendencia de las personas a buscar e interpretar las evidencias selectivamente, para reforzar sus creencias o actitudes actuales.  Cuando las personas encuentran las evidencias ambiguas, este sesgo puede hacer que cada uno de ellos lo interprete como un apoyo a sus actitudes existentes, ampliando en lugar de reducir el desacuerdo entre ellos.
Este efecto se observa en problemas que activan las emociones, como los problemas políticos "calientes". Para la mayoría de los problemas, las nuevas evidencias no producen un efecto de polarización. Para aquellos problemas en los que se encuentra la polarización, el simple hecho de pensar en el problema, sin contemplar nuevas pruebas, produce el efecto.   
Los procesos de comparación social también se han invocado como una explicación del efecto, que se ve incrementado por la configuración en la que las personas repiten y validan las declaraciones de los demás. Esta tendencia aparente es de interés no solo para los psicólogos, sino también para los sociólogos y los filósofos.    

### Descubrimientos empíricos
Desde finales de la década de los años  60, los psicólogos han llevado a cabo una serie de estudios sobre diversos aspectos de la polarización de la actitud. 

En 1979, Charles Lord, Lee Ross y Mark Lepper realizaron un estudio en el que seleccionaron dos grupos de personas, un grupo fuertemente a favor de la pena capital y otro fuertemente opuesto. Los investigadores inicialmente midieron la fuerza con la que las personas mantenían su posición. Más tarde, tanto las personas a favor como en contra de la pena capital se agruparon en pequeños grupos y se les mostraron una de dos tarjetas con opciones diferentes, cada una con una declaración sobre los resultados de un proyecto de investigación escrito en ella. Por ejemplo: 
 Kroner y Phillips (1977) compararon las tasas de asesinatos del año anterior y el año posterior a la adopción de la pena capital en 14 estados. En 11 de los 14 estados, las tasas de homicidios fueron más bajas después de la adopción de la pena de muerte. Esta investigación respalda el efecto disuasorio de la pena de muerte. 
 Palmer y Crandall (1977) compararon las tasas de asesinatos en 10 pares de estados vecinos con diferentes leyes de pena capital. En 8 de los 10 pares, las tasas de asesinatos fueron más altas en el estado con pena capital. Esta investigación se opone al efecto disuasorio de la pena de muerte. 
 Los investigadores volvieron a preguntar a las personas sobre sus creencias sobre el efecto disuasorio de la pena de muerte y también les preguntaron sobre el efecto que la investigación comunicada en la tarjeta había tenido en sus actitudes. 
En la siguiente etapa de la investigación, los participantes recibieron más información sobre el estudio descrito en la tarjeta que recibieron, incluidos detalles de la investigación, críticas de la investigación y las respuestas de los investigadores a esas críticas. Se volvió a medir el grado de compromiso de los participantes con sus posiciones iniciales, y se les preguntó sobre la calidad de la investigación y el efecto que la investigación tenía en sus creencias. Finalmente, la prueba se volvió a realizar para todos los participantes utilizando esta vez una tarjeta que formulaba la posición opuesta a la que habían visto inicialmente. 
Los investigadores encontraron que las personas tendían a creer que la investigación que respaldaba sus puntos de vista originales se había realizado mejor y era más convincente que la investigación que no lo hacía. Cualquiera que fuera la posición que ocupaban inicialmente, las personas tendían a mantener esa posición con más fuerza después de leer la investigación que la apoyaba. Lord y col. consideran que es razonable que las personas sean menos críticas con la investigación que respalda su posición actual, pero parece menos racional que las personas aumenten significativamente la fuerza de sus actitudes cuando leen evidencias de apoyo.
Cuando las personas habían leído tanto la investigación que apoyaba sus puntos de vista como la investigación que no lo hacía, tendían a mantener sus actitudes originales con más fuerza que antes de recibir esa información.

## Cambios de elección
La polarización de grupo y los cambios de elección son similares en muchos aspectos; sin embargo, difieren de una manera distinta. La polarización de grupo se refiere al cambio de actitud a nivel individual debido a la influencia del grupo, y el cambio de elección se refiere al resultado de ese cambio de actitud; es decir, la diferencia entre las actitudes de la discusión pre-grupo de los miembros promedio del grupo y el resultado de la decisión del grupo.
Los cambios arriesgados y los cautelosos son parte de una idea más generalizada conocida como polarización de actitud inducida por el grupo. Aunque la polarización de grupo se ocupa principalmente de decisiones u opiniones que involucran riesgos, se ha demostrado que los cambios inducidos por la discusión ocurren en varios niveles que no involucran riesgos. Esto sugiere que existe un fenómeno general de cambios de elección aparte de las decisiones relacionadas con el riesgo.   
Stoner descubrió que una decisión se ve afectada por los valores que hay detrás de esas circunstancias de la decisión. El estudio encontró que las situaciones que normalmente favorecen la alternativa más arriesgada aumentaron los cambios arriesgados. Más aún, las situaciones que normalmente favorecen la alternativa prudente aumentaron los cambios prudentes. Estos hallazgos también muestran la importancia de los cambios grupales anteriores. Los cambios de elección se explican principalmente por los valores humanos en gran medida diferentes y la consideración de estos valores por cada individuo.  
De acuerdo con Moscovici et al. la interacción dentro de un grupo y las diferencias de opinión son necesarias para que se produzca la polarización de grupo. Mientras que un extremista en un grupo puede influir en la opinión, el cambio solo puede ocurrir con una interacción suficiente y adecuada dentro del grupo. En otras palabras, el extremista no tendrá impacto sin interacción. Además, Moscovici et al.  encontraron que las preferencias individuales son irrelevantes. Son las diferencias de opinión las que provocarán el cambio. Este hallazgo demuestra cómo una opinión dentro del grupo no influirá en el grupo. Es la combinación de todas las opiniones individuales la que tendrá impacto. 

## Historia y orígenes
El estudio de la polarización de grupo se remonta a una tesis de Master inédita de 1961 realizada por el estudiante del MIT James Stoner, quien observó el llamado "cambio arriesgado". El concepto de cambio arriesgado sostiene que las decisiones de un grupo son más arriesgadas que el promedio de las decisiones individuales de los miembros antes de que el grupo se reuniera. 
En los primeros estudios, el fenómeno de cambio arriesgado se midió utilizando una escala conocida como el cuestionario Dilemas de elección. Esta medida requería que los participantes consideraran un escenario hipotético en el que un individuo enfrenta un dilema y debe tomar una decisión para resolver el problema en cuestión. Luego se les pedía a los participantes que estimaran la probabilidad de que una determinada elección sería beneficiosa o arriesgada para el individuo que se estaba discutiendo. Considerando el siguiente ejemplo: 
"El Sr. A, un ingeniero eléctrico, casado y con un hijo, ha estado trabajando para una gran corporación electrónica desde que se graduó de la universidad hace cinco años. Tiene asegurado un trabajo de por vida con un modesto, aunque adecuado, salario y los beneficios de pensiones satisfactorios en el momento de la jubilación. Por otro lado, es muy poco probable que su salario aumente mucho antes de retirarse. Mientras asiste a una convención, al Sr. A se le ofrece un trabajo en una empresa pequeña y recién fundada que tiene un futuro muy incierto. El nuevo trabajo le pagaría más para comenzar y le ofrecería la posibilidad de una participación en la propiedad si la empresa sobreviviera a la competencia de las empresas más grandes". Luego se les pidió a los participantes que imaginaran que estaban asesorando al Sr. A. proporcionándoles una serie de probabilidades que indicaban si la nueva compañía que le ofreció un puesto era financieramente estable. Se leería de la siguiente manera: 
"Por favor, compruebe la probabilidad más baja que considere aceptable para que valga la pena que el Sr. A acepte el nuevo trabajo". 
- ____ Las posibilidades son 1 de cada 10 de que la empresa será financieramente sólida.
- ____ Las posibilidades son 3 de cada 10 de que la empresa será financieramente sólida.
- ____ Las posibilidades son 5 de cada 10 de que la empresa será financieramente sólida.
- ____ Las posibilidades son 7 de cada 10 de que la empresa será financieramente sólida.
- ____ Las posibilidades son 9 de cada 10 de que la empresa será financieramente sólida.
- ____Marque aquí si cree que el Sr. A no debería aceptar el nuevo trabajo sin importar las probabilidades de que la empresa será financieramente sólida.

Las personas completaron el cuestionario y tomaron sus decisiones independientemente de los demás. Más tarde, se les pidió que se unieran en grupo para revaluar sus elecciones. Teniendo en cuenta los cambios en el valor medio, los estudios iniciales que usaron este método revelaron que las decisiones grupales tendían a ser relativamente más arriesgadas que las tomadas por los individuos. Esta tendencia también se produjo cuando los juicios individuales se recopilaron después de la discusión grupal e incluso cuando las medidas individuales posteriores a la discusión se retrasaron de dos a seis semanas.
El descubrimiento del cambio arriesgado se consideró sorprendente y contraintuitivo, especialmente porque el trabajo anterior realizado por Allport y otros investigadores en las décadas de 1920 y 1930 sugerían la posición contraria de que las personas tomaban decisiones más extremas que los grupos, lo que llevaba a la expectativa de que los grupos tomarían decisiones que ajustarse al nivel de riesgo promedio de sus miembros.
Los hallazgos aparentemente contrarios a la intuición de Stoner llevaron a una serie de investigaciones sobre el cambio arriesgado, que originalmente se pensó que era una excepción de un caso especial en la práctica estándar de toma de decisiones. Muchas personas habían concluido que las personas en un entorno grupal tomarían decisiones basadas en lo que suponían que era el nivel de riesgo general de un grupo. Debido a que el trabajo de Stoner no necesariamente abordó este tema específico, y porque parecía contrastar la definición inicial de cambio de riesgo de Stoner, surgió una controversia adicional que llevó a los investigadores a examinar más a fondo el tema. Sin embargo, a fines de la década de 1960, había quedado claro que el cambio arriesgado era solo un tipo de muchas actitudes que se volvieron más extremas en los grupos, lo que llevó a Moscovici y Zavalloni a denominar el fenómeno general de "polarización de grupo".
Posteriormente, comenzó un período de examen de una década de duración sobre la aplicabilidad de la polarización de grupo a varios campos, tanto en laboratorio como en entornos de campo. Existe una gran cantidad de evidencias empíricas que demuestran el fenómeno de la polarización de grupo. Esta ha sido ampliamente considerada como un proceso fundamental de toma de decisiones grupales y está bien establecida, pero sigue siendo poco obvia y desconcertante porque sus mecanismos no se entienden completamente.

## Enfoques teóricos principales
Casi tan pronto como se descubrió el fenómeno de la polarización de grupo, se ofrecieron varias teorías para ayudar a explicarlo. Estas explicaciones se redujeron gradualmente y se agruparon hasta que quedaron dos mecanismos principales, la comparación social y la influencia informativa. 

### Teoría de la comparación social.
La teoría de la comparación social, o teoría de la influencia normativa, se ha utilizado ampliamente para explicar la polarización de grupo. De acuerdo con la interpretación de la comparación social, la polarización grupal ocurre como resultado del deseo de los individuos de ganar aceptación y ser percibidos de manera favorable por su grupo. La teoría sostiene que las personas primero comparan sus propias ideas con las del resto del grupo; observan y evalúan lo que el grupo valora y prefiere. Para ganar aceptación, las personas toman una posición similar a la de los demás pero un poco más extrema. Al hacerlo así, los individuos apoyan las creencias del grupo mientras se presentan como admirables "líderes" del grupo. La presencia de un miembro con un punto de vista o actitud extrema no polariza aún más al grupo. Los estudios sobre la teoría han demostrado que la influencia normativa es más probable en presencia de problemas de juicio, si existe un objetivo grupal de armonía, con miembros del grupo orientados a la persona y con respuestas públicas.

### Influencia informativa
La influencia informativa, o la teoría de los argumentos persuasivos, también se ha utilizado para explicar la polarización de grupo, y hoy es la más reconocida por los psicólogos. La interpretación de los argumentos persuasivos sostiene que los individuos se convencen más de sus puntos de vista cuando escuchan argumentos nuevos en apoyo de su posición. La teoría postula que cada miembro del grupo entra en la discusión consciente de un conjunto de elementos de información o argumentos que favorecen a ambos lados del problema, pero se inclinan hacia el lado que cuenta con la mayor cantidad de información. En otras palabras, los individuos basan sus elecciones individuales sopesando los argumentos a favor y en contra recordados.  
Algunos de estos argumentos se comparten entre los miembros, mientras que algunos argumentos no se comparten. Suponiendo que la mayoría o todos los miembros del grupo se inclinen en la misma dirección, durante la discusión, se expresan elementos de información no compartida previamente que respaldan esa dirección, lo que proporciona a los miembros que antes no estaban al tanto de ellos, más razones para inclinarse en esa dirección. La discusión grupal cambia el peso de la evidencia a medida que cada miembro del grupo expresa sus argumentos, arrojando luz sobre varias posiciones e ideas diferentes.
La investigación ha indicado que la influencia informativa es más probable con problemas intelectuales, un objetivo grupal de tomar decisiones correctas, miembros del grupo orientados a tareas y respuestas privadas. Además, la investigación sugiere que no es simplemente el intercambio de información lo que predice la polarización del grupo. Más bien, la cantidad de información y persuasión de los argumentos median el nivel de polarización experimentado.
A partir de la década de los años 70, se produjeron argumentos significativos sobre si la argumentación persuasiva por sí sola explicaba la polarización de grupo. El metaanálisis de Daniel Isenberg de 1986 de los datos reunidos tanto por el argumento persuasivo como por la teoría de la comparación social tuvo éxito, en gran parte, en responder las preguntas sobre los mecanismos predominantes. Isenberg concluyó que había pruebas sustanciales de que ambos efectos funcionaban simultáneamente, y que la teoría de los argumentos persuasivos funcionaba cuando la comparación social no funcionaba, y viceversa.

### Autocategorización e identidad social
Si bien las dos teorías anteriores son las más ampliamente aceptadas como explicaciones para la polarización grupo, se han propuesto teorías alternativas. La más popular de estas teorías es la teoría de la autocategorización. La teoría de la autocategorización proviene de la teoría de la identidad social, que sostiene que la conformidad proviene de procesos psicológicos; es decir, ser miembro de un grupo se define como la percepción subjetiva de uno mismo como miembro de una categoría específica. En consecuencia, los defensores del modelo de autocategorización sostienen que la polarización grupal ocurre porque los individuos se identifican con un grupo particular y se ajustan a una posición grupal prototípica que es más extrema que la media del grupo. En contraste con la teoría de la comparación social y la teoría de argumentación persuasiva, el modelo de autocategorización mantiene que los procesos de categorización entre grupos son la causa de la polarización de grupo.
Hogg, Turner y Davidson en 1990 encontraron apoyos a la teoría de la autocategorización, que explica la polarización de grupo como conformidad con una norma polarizada. En su experimento, los participantes dieron recomendaciones de consenso previas, posteriores y de grupo sobre tres tipos de ítems de dilema de elección (arriesgado, neutral o cauteloso). Los investigadores plantearon la hipótesis de que un grupo interno confrontado a un grupo externo arriesgado polarizará al grupo hacia la precaución, también de un grupo interno confrontado a un grupo externo tendente a la precaución, polarizará hacia el riesgo, y un grupo interno en el punto medio del marco social de referencia, confrontado a grupos externos arriesgados y cautelosos, no polariza pero convergerá en su media previa a la prueba. Los resultados del estudio respaldaron su hipótesis de que los participantes convergieron en una norma polarizada hacia el riesgo en los grupos favorables al riesgo y hacia la precaución en los grupos cautelosos.  Otro estudio similar encontró que los prototipos grupales se vuelven más polarizados a medida que el grupo se vuelve más extremo en el contexto social. Esto respalda aún más la explicación de autocategorización de la polarización de grupo. 

## Aplicaciones

### Redes sociales
La creciente popularidad y el mayor número de plataformas de redes sociales en línea, como Facebook, Twitter e Instagram, han permitido a las personas buscar y compartir ideas con otros que tienen intereses similares y valores comunes, lo que hace que los efectos de polarización de grupo sean cada vez más evidentes, particularmente en la generación Y y la generación Z. Debido a esta tecnología, es posible que las personas seleccionen sus fuentes de información y las opiniones a las que están expuestos por afinidad, lo que refuerza y fortalece sus propios puntos de vista, evitando efectivamente la información y las perspectivas con las que no están de acuerdo.
Por ejemplo un estudio analizó más de 30.000 tuits incluyendo conversaciones entre defensores provida y los pro-elección sobre el tiroteo a George Tiller, un médico especialista en abortos. El estudio encontró que las personas con ideas afines fortalecieron la identidad preexistente, mientras que las respuestas entre personas con ideas diferentes reforzaron divisiones en la afiliación. Las discusiones grupales en las que los participantes no pueden verse o no pueden identificarse entre sí conducen a niveles más altos de polarización de grupo que en conversaciones presenciales. Por otra parte, un estudio sobre las estrategias retóricas que los terraplanistas usan en redes sociales demuestran que sus argumentos diseñados para enfrascarse en controversias preexistentes de grupos que ya están polarizados.

### Política y derecho
La polarización grupal ha sido ampliamente discutida en términos de comportamiento político (ver polarización política). Los investigadores han identificado un aumento en la polarización afectiva entre el electorado de los Estados Unidos, e informan que la hostilidad y la discriminación hacia el partido político contrario ha aumentado dramáticamente con el tiempo.
La polarización grupal es igualmente influyente en contextos legales. Un estudio que evaluó si los jueces de los tribunales federales de distrito de los Estados Unidos se comportaron de manera diferente cuando juzgaban solos o en grupos pequeños, demostró que los jueces que juzgaban solos tomaron medidas extremas el 35% de veces, mientras que los jueces que juzgaban en un grupo de tres tomaban medidas extremas el 65 % de veces. Estos resultados son notables porque indican que incluso quienes toman decisiones profesionales y están capacitados, están sujetos a las influencias de la polarización de grupo.

### Guerra y comportamiento violento
Se ha informado que la polarización de grupo ocurre durante la guerra y en otros momentos de conflicto y ayuda a explicar parcialmente el comportamiento violento y el conflicto. Los investigadores han sugerido, por ejemplo, que el conflicto étnico exacerba la polarización del grupo al mejorar la identificación con el grupo interno y la hostilidad hacia el grupo externo. Si bien la polarización puede ocurrir en cualquier tipo de conflicto, tiene sus efectos más dañinos en conflictos intergrupales, y de política internacional a gran escala. 

### Vida universitaria
En menor escala, la polarización grupal también se puede ver en la vida cotidiana de los estudiantes de educación superior. Un estudio realizado por Myers en 2005 informó que las diferencias iniciales entre los estudiantes universitarios estadounidenses se acentúan con el tiempo. Por ejemplo, los estudiantes que no pertenecen a fraternidades y hermandades tienden a ser más liberales políticamente, y esta diferencia aumenta a lo largo de sus carreras universitarias. Los investigadores teorizan que esto se explica al menos parcialmente por la polarización de grupo, ya que los miembros del grupo tienden a reforzar las inclinaciones y opiniones de los demás.